# Dysdera raddei
Dysdera raddei är en spindelart som beskrevs av Peter Mikhailovitch Dunin 1990. Dysdera raddei ingår i släktet Dysdera och familjen ringögonspindlar.
Artens utbredningsområde är Azerbajdzjan. Inga underarter finns listade i Catalogue of Life.